# Anna Forss
Anna Forss, född 23 januari 1988, är en svensk fotbollsspelare (mittfältare).
Forss moderklubb är Mariehem SK. Hon blev under andra halvan av 2007 värvad till Umeå Södra FF, och var med när Umeå Södra tog steget upp i Allsvenskan 2008. I maj 2011 gick hon till Luleå Fotboll DFF i division 2.